# Lac de Luzzone
Le lac de Luzzone est un lac de barrage de Suisse, dans le canton du Tessin, dans le bassin hydrologique du Pô.

## Présentation
Situé dans le canton du Tessin, il a été créé à la suite du barrage de Luzzone, en 1962.